# Ондіріс (Сарисуський район)
Онді́ріс (каз. Өндіріс) — село у складі Сарисуського району Жамбильської області Казахстану. Адміністративний центр Ігліцького сільського округу.
У радянські часи село називалось Ундурус.
Населення — 1172 особи (2021; 1326 у 2009, 1364 у 1999, 1603 у 1989).